# Jonkvill
Jonkvill (Narcissus jonquilla), även kallad Miniatyrnarciss, är en amaryllisväxt som tillhör släktet narcisser. Den har gula, väldoftande blommor och odlades särskilt förr både som inomhusväxt och trädgårdsväxt. Hela växten, speciellt löken, är giftig.

## Synonymer
- Hermione flava M.Roemer
- Hermione homochroa M.Roemer
- Hermione jonquilla (L.) Haworth
- Hermione juncifolia Salisbury
- Hermione similis Salisbury
- Jonquilla juncifolia (Salisbury) Fourreau
- Narcissus flavus (M.Roemer) Lagasca & Segura
- Narcissus jonquilla L.
- Narcissus jonquilla var. henriquesii Sampaio
- Narcissus jonquilla var. minor (Haworth) Baker
- Narcissus jonquilla var. stellaris Baker
- Narcissus juncifolius Salisbury
- Narcissus medius M.Roemer
- Narcissus minor Haworth
- Narcissus similis (Salisbury) Steudel
- Narcissus webbii Parl.
- Queltia jonquilla (L.) Herbert
- Stephanophorum filiforme Dulac
- Stephanophorum luteum Dulac
- Tityrus jonquilla (L.) Salisbury
- Tityrus similis (Salisbury) Salisbury